# Kingsfoil
Kingsfoil ist eine US-amerikanische Band aus York (Pennsylvania), die im Jahr 2002 gegründet wurde und vor allem mit ihrem Song Give It up Now Bekanntheit erlangte.
Vom April 2012 bis Mai 2014 spielte der US-amerikanische Schauspieler Frankie Muniz, der vor allem durch seine Hauptrolle in der Fernsehserie Malcolm mittendrin berühmt wurde, bei der Band als Schlagzeuger mit, nachdem der vorherige Schlagzeuger Joe Cipollini die Band verlassen hatte.

## Diskografie

### Studioalben
- 2010: On Our Own Together
- 2012: A Beating Heart Is a Bleeding Heart (Stargazer Records)

### EPs
- 2005: The Almond Tree EP
- 2007: Bear in the Attic
- 2013: Brave Love EP
- 2015: In Our Blood
- 2015: Forgive
- 2015: Tyro